# Фіолетта Облінґер-Петерс
Фіоле́тта Облінґер-Пе́терс  (нім. Violetta Oblinger-Peters, 14 жовтня 1977) — австрійська веслувальниця, олімпійська медалістка.

## Виступи на Олімпіадах
| Олімпіада   | Дисципліна                | Місце |
| ----------- | ------------------------- | ----- |
| Сідней 2000 | байдарка-одиночка, слалом | 15    |
| Афіни 2004  | байдарка-одиночка, слалом | 12    |
| Пекін 2008  | байдарка-одиночка, слалом | 3     |